# Kotlebovci – Ľudová strana Naše Slovensko
Kotlebovci – Ľudová strana Naše Slovensko (slowakisch für Kotlebianer – Volkspartei Unsere Slowakei, offizielle Parteikürzel ĽS Naše Slovensko, geschrieben auch ĽSNS, ĽS NS oder ĽS-NS) ist eine im Jahr 2010 gegründete slowakische Partei. Politikwissenschaftler und Historiker stufen sie als ultranationalistisch, rechtsextrem, faschistisch, neofaschistisch oder neonazistisch ein. Ihre Anhänger werden in der Slowakei nach dem Parteichef Marian Kotleba als Kotlebovci bezeichnet. Die ĽSNS bildet den politischen Arm der rechtsextremen Vereinigung „Slowakische Gemeinschaft“ (Slovenská pospolitosť).
Von 2016 bis 2023 war die ĽSNS im slowakischen Nationalrat vertreten, und von 2013 bis 2017 stellte sie mit Parteichef Kotleba den Regionalpräsidenten des Landesbezirks Banská Bystrica.

## Parteinamen
- 2010–2016: Ľudová strana Naše Slovensko (deutsch Volkspartei Unsere Slowakei)
- 2016–2019: Kotleba – Ľudová strana Naše Slovensko (deutsch Kotleba – Volkspartei Unsere Slowakei)
- seit 2019: Kotlebovci – Ľudová strana Naše Slovensko (deutsch Kotlebianer – Volkspartei Unsere Slowakei)

## Einordnung
Die slowakischen bürgerlichen Politikwissenschaftler Grigorij Mesežnikov und Oľga Gyárfašová (2013) beschreiben die Partei als „ultranationalistisch-extremistisch“. Die Partei benutze die sogenannte Romafrage für ihre radikalen Aufrufe und agiere ähnlich wie die Jobbik in Ungarn. Politikwissenschaftler des Center for Strategic & International Studies kategorisieren die Partei (2016) ebenfalls als „ultranationalistisch“. Bartek Pytlas (2016) stuft die Partei als „extrem rechts“ (extreme right) ein. Erika Harris und Karen Henderson (2019) bezeichnen die Kotleba-Partei als „pariah extreme-right“. Der slowakische Historiker und Faschismusforscher Jakub Drábik (2019) klassifiziert in seinem Standardwerk Fašizmus Kotlebas Partei als „in ihrem Kern neonazistische Partei, die zur größeren Familie der faschistischen Bewegungen gehört“. Auch der slowakische Historiker Ivan Kamenec (2017) beurteilt die Kotleba-Partei als „eindeutig faschistische Organisation“. Ebenso zählt der britische Faschismusforscher Roger Griffin (2020) die ĽSNS zu den „faschistischen Parteien“ bzw. zum „Neofaschismus“. Sie sei neben der Goldenen Morgenröte in Griechenland und Jobbik in Ungarn eine von drei Parteien dieses politischen Spektrums, denen es gelungen ist, ein integraler Bestandteil des politischen Systems zu werden, „ohne dafür ihre extremistische Identität völlig geopfert zu haben“.
Nach dem Einzug von Kotlebas Partei ins slowakische Parlament infolge der Parlamentswahl 2016 beurteilte Rob Cameron die ĽSNS für die britische Nachrichtenagentur BBC folgendermaßen:

„Der Begriff „Neonazi“ wird oft, teilweise töricht, zur Bezeichnung all jener mit Ansichten ähnlich der Rechten von Marine Le Pen verwendet. Aber Marian Kotleba ist anders – er war einmal wortwörtlich ein Neonazi. Bis vor kurzem kleidete er sich in nach der Hlinka-Garde modellierten Uniformen, der Miliz des Nazi-protegierten Slowakischen Staates von 1939 bis 1945. Er und seine Anhänger adaptierten Angewohnheiten, Grußformeln, Symbole und Rhetorik dieses Staates, dem ersten von Unglück verfolgten Flirt der Slowakei mit der Souveränität.“

## Geschichte

### Vorläufer und außerparlamentarische Opposition (2005–2016)

Flagge der neonazistischen „Slowakischen Gemeinschaft“, die sich an der Parteiflagge der Ludaken orientiert

Vorläuferin der Partei war die Slowakische Gemeinschaft – Nationale Partei, die von 18. Januar 2005 bis Anfang März 2006 bestand, als sie vom Höchsten Gericht der Slowakischen Republik aufgelöst wurde, weil ihre Aktivitäten im Widerspruch zur slowakischen Verfassung standen. Es war das erste Mal, dass eine politische Partei in der Slowakei vom Höchsten Gericht aufgelöst wurde. Im Februar 2010 wurde die Partei als Volkspartei Unsere Slowakei wiedergegründet. Der „Führer“ (slowakisch Vodca) aller dieser Parteien war und ist Marian Kotleba. Die Partei verherrlicht den mit dem nationalsozialistischen Deutschen Reich verbündeten Slowakischen Staat und fordert nach eigenen Angaben die Errichtung eines „neuen slowakischen Ständestaats auf nationaler, christlicher und sozialer Basis“ sowie den Austritt der Slowakei aus der NATO.
Die Partei erregte vor allem durch ihre Uniformen Aufsehen, die denen der faschistischen Hlinka-Garde ähneln. Zu ihren Programmpunkten bei den Parlamentswahlen 2010, bei denen die Partei 1,33 Prozent der Stimmen erreichte, gehörten unter anderem:
- die Senkung der Strafmündigkeit auf 12 Jahre
- die Gründung einer Heimwehr
- die Senkung des Pensionsantrittsalters auf 60 Jahre und die Verringerung der Abgeordnetenzahl im Nationalrat von 150 auf 100
- Abzug aller slowakischen Soldaten aus dem Ausland.

Bei den vorgezogenen Parlamentswahlen 2012 kam sie auf 1,58 Prozent der Stimmen und blieb somit ohne Mandate im Nationalrat.
Bei den Regionalwahlen vom 24. November 2013 wurde überraschend Marian Kotleba von der ĽSNS erstmals zum Regionalpräsidenten des Neusohler Landschaftsverbands (slowakisch Banskobystrický kraj) gewählt. Er gewann die Stichwahl gegen den sozialdemokratischen Amtsinhaber Vladimir Maňka mit 55,5 Prozent der Stimmen.
Vor dem Hintergrund der Nationalratswahl in der Slowakei 2016 benannte sich die Partei in Kotleba – Ľudová strana Naše Slovensko (deutsch Kotleba – Volkspartei Unsere Slowakei) um.

### Die ĽSNS als Parlamentspartei (seit 2016)
Bei der Nationalratswahl 2016 erreichte die ĽSNS einen überraschenden Erfolg und zog mit 8,04 % und 14 Abgeordneten erstmals in den slowakischen Nationalrat ein. Bei der Europawahl 2019 erhielt die Partei mit zwölf Prozent die drittmeisten Stimmen aller Parteien der Slowakei und gewann zwei der 13 slowakischen Sitze.
Im Frühjahr 2019 entschied das Oberste Gericht der Slowakei nach knapp zweijährigem Verfahren gegen ein Verbot der ĽSNS. Das Urteil erging unabhängig von weiteren laufenden Verfahren gegen Kotleba und mehrere Parlamentsabgeordnete wegen des Verdachts auf rassistische Hetze.
Am 3. September 2019 wurde dem Abgeordneten Milan Mazurek der Parlamentssitz entzogen, nachdem er vom Obersten Gericht in Bratislava wegen rassistischer Aussagen gegen Roma verurteilt worden war. Am 17. November 2019 benannte sich die Partei erneut um in Kotlebovci – Ľudová strana Naše Slovensko.
Am 25. Januar 2021 traten der Abgeordnete zum EU-Parlament Milan Uhrík und fünf Abgeordnete des slowakischen Parlaments aus der Partei aus. Laut Medienberichten war Grund für die Austritte eine von Parteichef Kotleba betriebene Statutenänderung, die ihn zum fast uneingeschränkten Anführer macht und dafür den kollektiven Parteivorstand entmachtet. Sie übernahmen im März 2021 die bestehende Partei Hlas ľudu und benannten sie in Hnutie Republika um.

## Parteisymbolik

Parteiflagge seit 2018

Parteiflagge bis 2018

Flagge der Hlinka-Garde (1939–1945)

Bis März 2018 führte die ĽSNS eine Symbolik, die stark an jene der Hlinka-Garde erinnerte. Die Parteiführung begründete die Änderung folgendermaßen:

„Urobili sme to pre to, aby sme sa jednoznačne dištancovali od všetkých spojení s fašizmom, nacizmom a kadejakými podobnými ‘izmami’, pretože často táto nálepka jednoducho prekričí všetky možné dobré nápady, ktoré máme“

„Wir haben es getan, um uns eindeutig von allen Verbindungen mit dem Faschismus, Nationalsozialismus und diversen ähnlichen ‚-ismen‘ zu distanzieren, da dieses Etikett oft  über alle guten Ideen, die wir zur Verfügung haben, schlicht und ergreifend hinausgeht.“

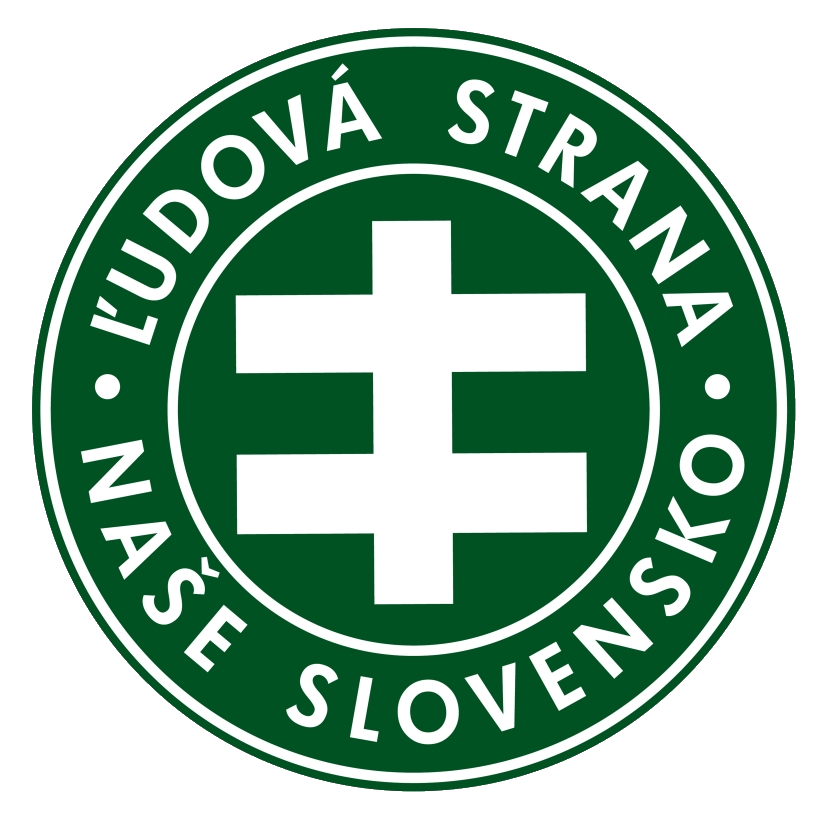
Parteilogo 2010–2016
Parteilogo 2016–2018
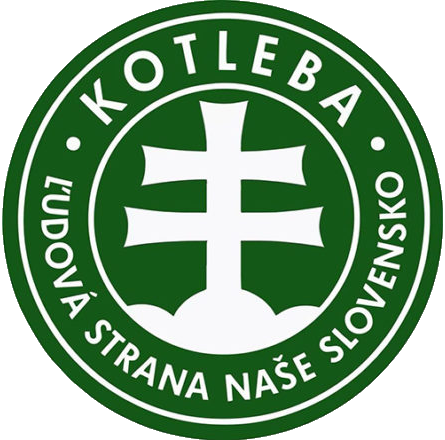
Parteilogo seit 2018

Auf ihrer Online-Webseite nutzt die Partei (Stand: Oktober 2023) nicht das Staatswappen der heutigen Slowakischen Republik, sondern das Wappen des ultranationalistischen Slowakischen Staates von 1939 bis 1945.

## Wahlergebnisse
| Jahr | Stimmen | Anteil | Mandate | Platz |
| ---- | ------- | ------ | ------- | ----- |
| 2010 | 33 724  | 1,3 %  | 0/150   | 10.   |
| 2012 | 40 460  | 1,6 %  | 0/150   | 10.   |
| 2016 | 209 779 | 8,0 %  | 14/150  | 5.    |
| 2020 | 229 660 | 8,0 %  | 17/150  | 4.    |
| 2023 | 25 003  | 0,8 %  | 0/150   | 12.   |

| Jahr | Stimmen | Anteil | Mandate | Platz |
| ---- | ------- | ------ | ------- | ----- |
| 2014 | 9 749   | 1,7 %  | 0/13    | 11.   |
| 2019 | 118 995 | 12,1 % | 2/14    | 2.    |
| 2024 | –       | 0,5 %  | 0/15    | 12.   |